# Alberto Villalon
Alberto Villalón Morales (7 juin 1882 à Santiago de Cuba - 16 juillet 1955) est un compositeur, guitariste et interprète cubain de la Trova dont il fut l'un des grands avec Sindo Garay, Rosendo Ruiz et Manuel Corona.  Il a écrit des centaines de boléros, guajiras, rumbas, criollas, guarachas et chansons, dont la plupart ont été enregistrés sur un cylindre ou un disque au cours de sa vie.

## Biographie
Il apprend la guitare auprès de « Pépé » Sanchez et dès l'âge de 14 ans, il compose chansons et boléros. En 1908, il dirige un cuarteto avec Adolfo Colombo (ténor), Claudio Garcia (baryton) et Emilio Reinoso (mandoline).
En 1911 , à Camden (New Jersey, États-Unis ) il se produit pour les ténors Enrico Caruso et Antonio Scoetti. En 1923, il fonde le Villalón Trio –avec Juan de la Cruz, ténor, et Bienvenido León, baryton–, qui propose des concerts de chansons cubaines au Théâtre Payret de La Havane, avec la guitare de Villalón. La même année, le trio réalise une série d'enregistrements pour la compagnie Brunswick, avec Pedro Martínez remplaçant le baryton Bienvenido León. 
Il a été professeur de guitare et a fondé en 1927 le Sexteto Nacional avec Ignacio Piñeiro et Juan de la Cruz.
Il meurt à La Havane le 16 juillet 1955.